# Eduardo Haro Ibars
Eduardo Haro Ibars (ur. 30 kwietnia 1948 w Madrycie, zm. 16 sierpnia 1988 tamże) – poeta, felietonista, pisarz, lecz przede wszystkim przedstawiciel i ikona ruchu kulturowego nazywanego “La movida madrileña”.

## Rys biograficzny
Syn dziennikarzy: Eduardo Haro Tecglen i Pilar Yvars. Wczesne dzieciństwo spędził w Tangerze, a w latach późnego dzieciństwa przeniósł się do Madrytu.
Jego postać jest uważana za symbol “Movidy”. Jeden z pierwszych i niewielu poetów okresu “przejścia w demokrację”. W 1978 roku wydaje książkę zatytułowaną De qué van las drogas, długi wywód na temat popularnych w owym okresie narkotyków wszelkiego rodzaju. W tekście przybliża historię substancji psychoaktywnych, a także opisuje ich użycie w różnych kulturach. Dzieło cieszyło się popularnością wśród nastolatków, którzy spragnieni doznań, eksperymentowali z narkotykami. Eduardo Haro Ibars stał się ikoną „Movidy”, ponieważ odzwierciedlał obraz całego pokolenia, zarówno jako osoba, jak i w swoich tekstach – przedstawiając marginalizację, bunt, nonkonformizm, ale przede wszystkim nową etykę seksualności oraz przedstawiania sztuki.

## Twórczość

### Obra poética
To zbiór czterech tomików poezji: Pérdidas blancas (1978), Empalador (1980), Sex Fiction (1981) oraz En Rojo (1985) wydanych już po śmierci Ibarsa w 2001 roku przez wydawnictwo Huerga y Fierro editores pod tytułem Obra poética.

## Cechy poezji Eduardo Haro Ibarsa
Podstawowym i najważniejszym filarem jego twórczości była poezja. To właśnie dzięki swoim wierszom stał się rozpoznawalnym i cenionym artystą w kręgu buntowników w Madrytu. Poezja ta ma niezwykle mroczny charakter. Autor, krytyk rzeczywistości, jaka panowała w Hiszpanii po upadku dyktatury, przedstawia swoje fascynacje światem magii, mitologii, folkloru, które przeplatają się z tematyką narkotyków, (homo)seksualności i alkoholu. Podmiot liryczny w poezji Haro Ibarsa stanowi głos nowego pokolenia ludzi młodych, wolnych i niezależnych, a biografia autora stanowi immanentny element, który pozwala w pełni zinterpretować jego dzieło. Duża część jego utworów poetyckich została zadedykowana jego rodzinie, przyjaciołom lub licznym kochankom, np.: Flor de noche został zadedykowany bliskiemu przyjacielowi i pisarzowi Luisowi Anotnio de Villenie; Carta de Bistriz jednemu z jego kochanków Juanowi Ángelowi.
Mimo że la movida madrileña uchodzi za barwne zjawisko kulturowe, w tekstach Eduardo Haro Ibarsa zostaje przedstawiona z nostalgicznej, mrocznej strony. Poeta reprezentuje bunt przeciw tradycji i temu, co stare, co było odpowiedzią na trwającą czterdzieści lat dyktaturę. Jego postawę można porównać do postawy, którą identyfikuje się z epoką romantyzmu. Jego odpowiedź na to, co tradycyjne i racjonalne idealnie wpasowuje się w kanony osiemnastowiecznej literatury. Także sam pisarz przejawia cechy romantycznego poety. Poezja w romantyzmie była pewnego rodzaju interpretacją tajemnic natury oraz absolutnym wyrażeniem ludzkiego istnienia. Ponadto, jedną z cech romantycznego pisarstwa jest subiektywizm oraz indywidualizm, poprzez pryzmat których artyści demonstrowali otaczający ich świat. Również poezja Eduardo Haro cechuje się indywidualizmem, a wyższość z jaką zwraca się do swoich czytelników może świadczyć o tym, że artysta uważał, iż postrzega rzeczywistość w zupełnie inny sposób niż przeciętny odbiorca jego sztuki. W romantyzmie autorzy poezji często uważali się za proroków, a w ich utworach pojawiała się tematyka przestrzeni kosmicznej i galaktyk, które także odnajdziemy w tomikach Eduardo Haro Ibarsa (Hay dioses que renacen, Aroma de dioses muertos, El ocaso de los dioses).

## Symbole w poezji Eduardo Haro Ibarsa
Mimo że poezja Eduardo Haro Ibarsa powstała kilka lat po upadku dyktatury, który dał kres cenzurze, w znacznej części została skrzętnie “zakodowana”.  W utworach poetyckich Haro Ibarsa odnajdziemy szeroką gamę symboli .
- Ptaki

Są jednym z najbardziej widocznych i powtarzalnych symboli w poezji madryckiego poety. Z jednej strony odpowiadają wolności (w interpretacji romantycznej), ale także symbolizują mękę i tortury (w interpretacji mitologicznej). Jednakże, warto podkreślić, że ptaki możemy odczytywać jako symbol homoseksualizmu, do którego Eduardo Haro otwarcie się przyznawał.
- Skrzydła

Ten powtarzający się motyw jest symbolem frustracji seksualnej wg Ángela Sahuqillo, który analizował w swojej pracy symbole obecne w twórczości F. G. Lorca.
- Koń

W żargonie hiszpańskim koń (hiszp. Caballo) oznacza heroinę, która w czasach Movidy, podobnie jak inne opiaty, cieszyła się dużą popularnością. Eduardo Haro Ibars w swojej twórczości wielokrotnie porusza temat uzależnienia od narkotyków, które ostatecznie doprowadza do jego śmierci (zmarł na AIDS). Jednak słowo „heroína” nie zostaje użyte bezpośrednio w żadnym z jego poematów.
- Wampiry

Jest to wszechobecny motyw w twórczości Eduardo Haro. Ten element tradycji folklorystycznej powtarza się z dużą częstotliwością w utworach, tj.: Les belles heures de Vlat Dracul, El Castillo de Otranto, Cementerio, El vampiro sangriento, Zombi, Pintor muerto, La rebelión de los vampiros, The fearless vampire killer, Les belles heures de Vlat Dracul, Epílogo (Le bal des vampires). Wampiryzm jest uważany za symbol homoseksualizmu, a nocne życie wampirów do złudzenia przypomina sposób funkcjonowania Movidy i jej wyznawców.

## Poezja w muzyce
Muzyka była głównym motorem całego ruchu jakim była Movida, a geniusz poetycki Eduardo Haro Ibarsa został również zauważony przez zespoły muzyczne, które cieszyły się w tamtym okresie ogromną popularnością. W 1979 roku wydany został album grupy Orquesta Mondragón zatytułowany Muñeca hinchable, na który składało się jedenaście kompozycji. Pod siedmioma tekstami podpisał się Eduardo Haro.